# Випромінювання Сміта-Перселла

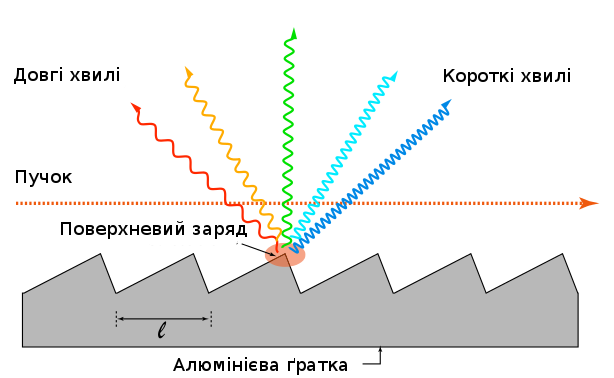
Пояснення до ефекту Сміта-Перселла

Сміта-Перселла випромінювання (СП) — це випромінювання, що виникає, коли заряджена частинка проходить близько поверхні металічної, періодичної структури. Воно було відкрите С. Смітом та Е. Перселлом у 1953. Характеризується широким діапазоном довжин хвиль та великою кутовою розбіжністю. Довжини хвиль не випромінюється у вузькому конусі, замість цього вони розсіяні по куту спостереження. Для спостерігача на нескінченності справедливою є наступна рівність:
{\displaystyle \lambda ={\frac {l}{n}}({\frac {1}{\beta }}-cos\Theta )},
де λ — довжина хвилі, l — період ґратки, n — порядок випромінювання, β=v/c — релятивістська швидкість частинки, Θ — кут спостереження в площині x-z.
Згідно формулі, період ґратки визначає довжини хвиль, що випромінюються. Наприклад, ґратка з періодом 1мм буде генерувати далеке інфрачервоне випромінювання (до 2 мм), а от ґратка з набагато меншим періодом, скажімо 700 нм, буде випромінювати у видимому діапазоні. Підходящий діапазон залежить від бажаного застосування. Рівняння також показує, що в даний спостережуваний кут, випромінювання вищих спектральних порядків також присутнє.
Використовується для визначення поздовжнього профілю пучка на прискорювачах частинок.

## Теоретичний опис
Є декілька різних теоретичних описів даного фізичного процесу. Перше наближення було запропоноване Смітом та Перселлом після відкриття ефекту. Вони вважали що випромінювання спричинене періодичним рухом індукованих зарядів на поверхні ґратки, що, в свою чергу, спричинене проходженням пучка. Існує схоже пояснення, де припускається, що випромінення спричинене ефектом вібрації електричних диполів(електронів у пучку та їхніх відповідних дзеркальних зарядів).
В 1960, Торальдо ді Франціа вперше представив ідею, що електромагнітне поле рухомих зарядів частинок може бути перетворене в набір швидкоплинних хвиль. Ці швидкоплинні хвилі затухають у напрямі перпендикулярному до поверхні ґратки та відбиваються і заломлюються в такий же спосіб як звичайна плоска хвиля. Поширені відбиті хвилі є випромінюванням СП.
Перший метод, що був використаний для вирішення цієї задачі був Релеївський, де вважалось що дискретний набір відбитих швидкоплинних і поширюваних хвиль є достатнім для опису загального поля. Проте це наближення є добрим тільки для ґраток з дуже мілкими канавками. 

Ван ден Берг був перший, хто теоретично розглянув СП випромінювання для ґраток з довільним профілем. Він розглядав випадки лінійного і точкового зарядів, що рухаючись над електрично ідеально провідною ґраткою. Ґратка періодична в напрямі руху і заряд рухається у вакуумі. Дифраговане СП випромінювання він отримав розв’язавши рівняння Максвелла. Проте техніка, що використовувалась є складною і більш застосовна до чисельних розрахунків.

Згодом і інші науковці долучились до даної проблеми. Говер переопрацював модель Ван ден Берга і порахував випромінену енергію. Габріель розширив модель Ван ден Берга до високих енергій (100 МеВ), підрахувавши радіаційний фактор як функцію енергії. Його результат вказував на сильний спад радіаційного фактора з енергією. Інші теорії не описують це. Експериментального підтвердження не знайдено.

Випромінена енергія пропорційна довжині ґратки. Теорія застосовна Ван ден Бергом розглядає випадок ґраток нескінченної довжини. Це недосяжно в реальності і тому виміряне СП може відрізнятися від передбаченого цією моделлю. Проте існують моделі що враховують скінченну довжину ґратки.

EFIE модель була запропонована Кесарем як метод підрахунку СП випромінювання з скінченною довжиною ґратки. Схожий підхід було також запропоновано Торальдо ді Франціа та Ван ден Бергом. Вони використовували Finite-Difference Time-Domain (FDTD) формулу, щоб підрахувати дифраговану електромагнітну хвилю двопросторового пучка, що проходить над ґраткою, далі отримали частотну Electric-Field Integral Equation (EFIE) модель, що може описати випромінювання. Ця модель розрахована для ідеально провідної металевої ґратки із нульовою тангенціальною компонентою на краях.

Чисельні підрахунки пов'язані з моделлю ван дер Берга можуть вимагати чимало часу.

Проте модель поверхневого заряду забезпечує чудове альтернативне наближення. Як і раніше вважається, що електрон рухається зі сталою швидкістю вздовж ґратки на певній висоті від неї. Електрон індукує поверхневий заряд на ґратці що тягнеться по ній разом з електроном. Цей заряд, рухаючись у ґратці, і спричинює випромінювання.

Передбачення EFIE та моделі поверхневого заряду не дуже добре узгоджуються одне з одним і потребує детальнішого порівняння. Проблема напевно не буде розв'язана доки не буде назбирано значно більше даних. Не зважаючи на це, відмінність в передбаченнях менше ніж один порядок в магнітуді і поки що цього достатньо для роботи. Важливо відмітити, що спільною особливістю обох теорій є те, що ґратка є ідеально провідною і електрони настільки рухливі, що вони можуть миттєво відповідати на зміни електричного поля, незалежно від частоти.

## Обрахунки випроміненої енергії
Згідно моделі поверхневого заряду для СП випромінювання, енергія в тілесний кут, що генерується єдиним електроном над ґраткою довжиною Z та періодом l дається наступним виразом:

{\displaystyle {\Big (}{\frac {dI}{d\Omega }}{\Big )}_{1}=2\pi e^{2}{\frac {Z}{l^{2}}}{\frac {n^{2}\beta ^{3}}{(1-\beta cos(\Theta ))^{3}}}exp{\Big [}-{\frac {2x_{0}}{\lambda _{e}}}{\Big ]}R^{2}}

де {\displaystyle \Theta } -кут спостереження (від напряму пучка), {\displaystyle \beta }- релятивістський фактор, {\displaystyle x_{0}}- відстань до ґратки, {\displaystyle \lambda _{e}} - довжина швидкоплинної хвилі, що задається виразом:

{\displaystyle \lambda _{e}={\frac {\beta \gamma \lambda }{2\pi {\sqrt {1+\beta ^{2}\gamma ^{2}sin^{2}\Theta sin^{2}\phi }}}}}

Безрозмірна величина {\displaystyle R^{2}}  - фактор ефективності ґратки, що є складною функцією кута ґратки і обраховується чисельно. Енергія, яка випромінюється банчем, що містить {\displaystyle N_{e}} електронів :

{\displaystyle {\Big (}{\frac {dI}{d\Omega }}{\Big )}_{N}={\Big (}{\frac {dI}{d\Omega }}{\Big )}_{1}{\Big |}_{x_{0}=0}[NS_{inc}+N^{2}S_{coh}]}
Де {\displaystyle S_{inc}=\int _{0}^{\infty }X(x)exp{\Big (}-{\frac {2(x-x_{0})}{\lambda _{e}}}{\Big )}dx}

{\displaystyle S_{coh}={\Big |}\int _{0}^{\infty }Xexp{\Big (}-{\frac {2(x-x_{0})}{\lambda _{e}}}{\Big )}dx{\Big |}^{2}{\Big |}\int _{0}^{\infty }Yexp{\Big (}-ik_{y}y{\Big )}dy{\Big |}^{2}{\Big |}\int _{-\infty }^{\infty }Texp{\Big (}-i\omega t{\Big )}dt{\Big |}^{2}}

де  X, Y і T є розподілами банчу (згустку електронів) в x, y і t (або z/v) відповідно. Припускається, що розподіли не корелюють. Для довжин пучка приблизно рівним чи меншим ніж випромінені довжини хвиль, когерентна складова домінує і випромінювання стає когерентним. В когерентному режимі, випромінення СП збігається у фазі — випромінення кожного електрона в банчі додається як ціле. Це дає підсилення {\displaystyle \propto N^{2}} до загальної інтенсивності, аналогічно до когерентного перехідного/дифракційного випромінювання і синхротронного випромінювання.

Часовий профіль “закодовано” в випроміненому розподілі випромінення СП в когерентному режимі. Scoh включає Фур’є перетворення поздовжнього розподілу, звідси вимірюючи випромінену енергію у тілесний кут, можна відновити профіль. 

{\displaystyle {\Big (}{\frac {dI}{d\Omega }}{\Big )}_{N_{e}}={\Big (}{\frac {dI}{d\Omega }}{\Big )}_{1}N_{e}^{2}{\Big |}\int _{-\infty }^{\infty }Te^{-i\omega t}dt{\Big |}^{2}}

Проте, головне припущення стосується  інших просторових розподілів пучка (їхні властивості мають бути відомі). Припускається, що у двох інших площинах розподіли є гаусіани. Це спрощує рівняння та дозволяє дістати поздовжній профіль пучка.

Видно з рівняння 1, що не тільки довжини хвиль залежать від кута спостереження, але також і від періоду ґратки, що використовується. Це надає ще одну перевагу використання СП випромінювання як діагностичного інструменту, оскільки ґратковий період може бути змінений в залежності від довжини пучка що вимірюється, тому користувач може підібрати таким чином регіон когерентних хвиль — тобто де випромінені довжини хвиль є порядку  очікуваної довжини пучка або більші — щоб забезпечити вимірювання  когерентного випромінювання.

Як тільки спектральний розподіл когерентного СП випромінювання був виміряний, можна приступити до реконструкції часового профілю пучка. Відновлення профілю можна провести двома способами. Перший це порівняння спектрального розподілу з відомим профілем, або використовувати Крамерса-Кроніга аналіз задля відновлення мінімальної фази. Останній є більш бажаним, проте для цього потрібно виміряти спектр у якомога ширшому діапазоні.

Вимога до однопострільного вимірювання на прискорювачах часток означає, що амплітуди на всіх довжинах хвиль повинні бути виміряні одночасно. Це означає використання масиву детекторів. Та навіть за таких умов буде необхідне використання інтерполяції та екстраполяції. СП випромінювання має також таку перевагу, що використовуючи кілька ґраток з різним періодом, можна покрити широкий діапазон хвиль.
Використання випромінювання Сміта-Перселла має ряд переваг над перехідним та дифракційним випромінюванням, особливо в контексті ILC. Це цілком неруйнівна, неперешкоджаюча метода, що мінімально впливає на пучок та не вимагає подальших інструментів, таких як спектрометри чи інтерферометри. Випромінювання  розподілено у широкий діапазон кутів в залежності від довжини хвилі. Вибором періоду ґратки можна регулювати діапазон випромінювання і таким чином працювати в когерентному режимі.